# Chen Tai
Chen Tai (? -260.) bio je ministar na dvoru kineske države Wei, jednog od Tri kraljevstva. Otac mu je bio ministar Chen Qun. Chen Tai je opisan kao stručnjak za ratnu vještinu koji se prema vojnicima odnosio kao prema vlastitoj djeci. Bio je poznat i po dubokoj odanosti carskoj obitelji. Kada je car Cao Mao 260. ubijen u dvorskom puču, Chen Tai je prkosio regentu Sima Zhaou noseći odjeću žalovanja na dvoru.